# Svalutazione
In economia, la svalutazione è la perdita di valore di una moneta nei confronti di una o più monete (in regime di cambi fissi); quando invece ci si trova in regime di cambi variabili si parla di deprezzamento della moneta. Con lo stesso termine si può intendere anche la diminuzione del valore di una merce nei confronti della moneta, ed è considerato un normale processo della commercializzazione.

## Descrizione

### Svalutazione monetaria
In passato, quando le monete erano composte da metalli preziosi, il valore nominale era uguale al valore del metallo prezioso contenuto. Se i governanti sostituivano parte del metallo prezioso con metallo comune, allo scopo di emettere una maggiore quantità di denaro, la moneta finiva per perdere valore nei confronti delle altre monete. Infatti, una volta fuse, le monete rivelavano il loro vero valore e se questo non fosse coinciso con il valore nominale, la moneta contenente metalli poco nobili sarebbe stata rifiutata. Gli operatori economici avrebbero preferito usare monete il cui valore intrinseco fosse uguale al valore nominale. La moneta cattiva scacciava dunque la moneta buona (legge di Gresham).
Ai nostri giorni non si usano più monete composte da metalli preziosi e le ragioni della perdita di valore di una moneta sono da attribuirsi all'operare della domanda e dell'offerta delle monete che servono a regolare le transazioni economiche. Tipicamente oggi l'azione svalutativa per eccellenza si ottiene attraverso l'immissione di moneta nel sistema economico da parte di una banca centrale.
Gli effetti economici della svalutazione sono molteplici: da una parte rende più costose le merci importate (import) e di conseguenza può avere un parziale effetto sull'inflazione, dall'altra stimola la ripresa del mercato interno e rende più convenienti i prodotti esportati (export) dal paese svalutato sui mercati esteri con effetti positivi sulla bilancia commerciale e sull'economia interna del paese. Il bilancio complessivo di ricchezza derivante dai due effetti dipende dunque dall'ammontare congiunto dei flussi di import-export.

### Svalutazione di merci
Nel corso del periodo produttivo le merci vendute svalutano progressivamente nei confronti della moneta. Questo per la legge della domanda e offerta secondo cui tanto più un prodotto aumenta di quantità nei confronti di un prodotto che rimane uguale, tanto meno quel primo prodotto varrà nei confronti del secondo. Secondo questa legge quindi il valore totale (consistente nel totale delle unità prodotte) di quel bene rimane costante a prescindere dalla sua quantità esistente. Ovverosia se in un dato anno la quantità totale esistente di unità di quel prodotto vale una determinata cifra, e l'anno seguente la quantità di unità raddoppia, il valore totale rimane lo stesso mentre il valore della singola unità dimezza. Questo è il motivo per cui nonostante la produzione di beni aumenti costantemente il prodotto interno lordo non aumenta di pari passo. In teoria si può considerare il valore totale di un prodotto corrispondere al valore della totalità delle azioni del produttore nel mercato.